# Espartignac
Espartignac är en kommun i departementet Corrèze i regionen Nouvelle-Aquitaine i de centrala delarna av Frankrike. Kommunen ligger  i kantonen Uzerche som tillhör arrondissementet Tulle. År 2022 hade Espartignac 409 invånare.

## Befolkningsutveckling
Antalet invånare i kommunen Espartignac
Referens:INSEE